# غونزالو تابيا
غونزالو تابيا (بالإسبانية: Gonzalo Tapia)‏ هو لاعب كرة قدم تشيلي، ولد في 18 فبراير 2002 في لاس كونديس في تشيلي. لعب مع نادي أونيفرسيداد كاتوليكا.

## وصلات خارجية
- غونزالو تابيا على موقع قاعدة بيانات كرة القدم.إي يو (الإنجليزية)
- غونزالو تابيا على موقع Soccerway.com (الإنجليزية)
- غونزالو تابيا على موقع عالم كرة القدم.نت (الإنجليزية)